# Sømna
Sømna és un municipi situat al comtat de Nordland, Noruega. Té 2,020 habitants (2018) i la seva superfície és de 194.62 km². El centre administratiu del municipi és el poble de Vik i Helgeland. Els altres pobles del municipi són Dalbotn, Sund, Vennesund, i Berg.
El municipi de Sømna està format principalment per la part meridional d'una península del continent de Noruega i les illes circumdants. Limita per terra amb Brønnøy al nord i amb Bindal al sud i a l'est amb el mar, a través del Bindalsfjorden.
Les terres baixes costaneres (Strandflaten) ocupen la totalitat del municipi, i és un dels pocs municipis del nord de Noruega on els pagesos encara cultiven cereals. De fet, la millor agricultura de la regió es duu a terme a Sømna. A més de cereals, també s'hi produeix llet i carn de vaca. També hi ha un lleteria a Berg que produeix llet i formatge.
El vaixell més antic que s'ha trobat a Noruega (Haugvikbåten - 2.500 anys) va ser descobert en una torbera de Sømna.